# デイド郡 (ミズーリ州)
デイド郡（英: Dade County）は、アメリカ合衆国ミズーリ州の南西部に位置する郡である。2010年国勢調査での人口は15,657人であり、2000年の7,923人から0.5％減少した。郡庁所在地はグリーンフィールド市（人口1,371人）であり、同郡で人口最大の都市でもある。デイド郡は1841年1月29日に設立され、郡名はバージニア州出身で、1835年にセミノール戦争で戦死したフランシス・デイド少佐に因んで名付けられた。

## 地理
アメリカ合衆国国勢調査局に拠れば、郡域全面積は506.30平方マイル (1,311.3 km2)であり、このうち陸地490.34平方マイル (1,270.0 km2)、水域は15.96平方マイル (41.3 km2)で水域率は3.15％である。

### 主要高規格道路
- アメリカ国道160号線
- ミズーリ州道39号線
- ミズーリ州道97号線

### 隣接する郡
- シーダー郡 - 北
- ポーク郡 - 北東
- グリーン郡 - 南東
- ローレンス郡 - 南
- ジャスパー郡 - 南西
- バートン郡 - 西

## 人口動態
以下は2000年の国勢調査による人口統計データである。
| 基礎データ - 人口: 7,923人 - 世帯数: 3,202 世帯 - 家族数: 2,276 家族 - 人口密度: 6人/km2（16人/mi2） - 住居数: 3,758軒 - 住居密度: 3軒/km2（8軒/mi2） 人種別人口構成 - 白人: 97.45% - アフリカン・アメリカン: 0.27% - ネイティブ・アメリカン: 0.71% - アジア人: 0.14% - 太平洋諸島系: 0.05% - その他の人種: 0.19% - 混血: 1.20% - ヒスパニック・ラテン系: 0.85% 年齢別人口構成 - 18歳未満: 24.3% - 18-24歳: 6.8% - 25-44歳: 24.1% - 45-64歳: 24.4% - 65歳以上: 20.3% - 年齢の中央値: 42歳 - 性比（女性100人あたり男性の人口） - 総人口: 95.9 - 18歳以上: 92.5 | 世帯と家族（対世帯数） - 18歳未満の子供がいる: 29.1% - 結婚・同居している夫婦: 61.3% - 未婚・離婚・死別女性が世帯主: 6.5% - 非家族世帯: 28.9% - 単身世帯: 26.5% - 65歳以上の老人1人暮らし: 14.7% - 平均構成人数 - 世帯: 2.44人 - 家族: 2.93人 収入と家計 - 収入の中央値 - 世帯: 29,097米ドル - 家族: 33,651米ドル - 性別 - 男性: 26,092米ドル - 女性: 18,464米ドル - 人口1人あたり収入: 14,254米ドル - 貧困線以下 - 対人口: 13.4% - 対家族数: 9.3% - 18歳未満: 17.1% - 65歳以上: 13.1% |

## 都市と町
| - アーコラ - ボナ | - デイドビル - エバートン | - グリーンフィールド - 郡庁所在地 - ロックウッド | - サウスグリーンフィールド |  |

## 政治

### 地方
デイド郡の地方レベルでは共和党が大半の政治を支配しており、郡の選挙で選ばれる役職は1人を除いて独占している。

#### 2008年大統領予備選挙
2008年の大統領予備選挙で、デイド郡は二大政党の候補者をどちらも州全体と全国で二位に終わった者を選んだ。民主党の予備選挙ではヒラリー・クリントンが1位となったが、共和党予備選挙では元アーカンソー州知事のマイク・ハッカビーがクリントンより多い得票で1位になった。民主党予備選挙の総投票数に僅かに及ばないだけだった。